# Heinz-Harald Frentzen
Heinz-Harald Frentzen Lladosa (Mönchengladbach, 18 maggio 1967) è un ex pilota automobilistico tedesco.
È stato attivo in Formula 1 dal 1994 al 2003, cogliendo tre vittorie e il titolo di vicecampione nel 1997. Durante la sua permanenza nella massima serie ha gareggiato per Sauber, Williams, Jordan, Prost e Arrows. Successivamente ha partecipato al campionato DTM e alla 24 Ore di Le Mans.
Pilota veloce e combattivo, scontava il fatto di non avere costanza di rendimento e di concentrazione, soprattutto nella prima parte della sua carriera.

## Carriera

### Le formule minori
Frentzen nacque il 18 maggio 1967 a Mönchengladbach da madre spagnola e padre tedesco. Da giovanissimo si appassionò al mondo dei motori e a tredici anni fece il proprio esordio sui kart per corrervi cinque anni, supportato economicamente dal padre che di professione faceva il necroforo. Nel 1986, a diciotto anni, Frentzen entrò in Formula Ford 2000 tedesca, nella quale rimase fino al 1987. L'anno successivo il tedesco passò alla categoria nazionale di Formula Opel Lotus nel team Junior di Jochen Mass, rimasto impressionato dalle prestazioni del giovane pilota in Formula Ford. Frentzen quindi vinse il campionato tedesco e contemporaneamente partecipò a quello europeo, in cui però non andò oltre un sesto posto.
Nel 1989 dopo la buona esperienza in Formula Opel il tedesco passò alla Formula 3, qui si dovette misurare con l'austriaco Karl Wendlinger e Michael Schumacher, terminando poi secondo a pari punti con il connazionale tedesco. Nel 1990 Frentzen fu impegnato nel campionato di Sport prototipi e contemporaneamente fece parte del team Junior della Mercedes, insieme ai due rivali di Formula 3. Visti i buoni risultati ottenuti ci si aspettava il debutto del tedesco in Formula 1, ma questi preferì partecipare al campionato internazionale di Formula 3000 e abbandonare la Mercedes. La stagione non fu buona e Frentzen non andò oltre un 14º posto in campionato, che lo fece dimenticare. Nei due anni successivi partecipò alla F3000 giapponese con risultati non molto migliori.

### Formula 1

#### Gli inizi con la Sauber (1994-1996)

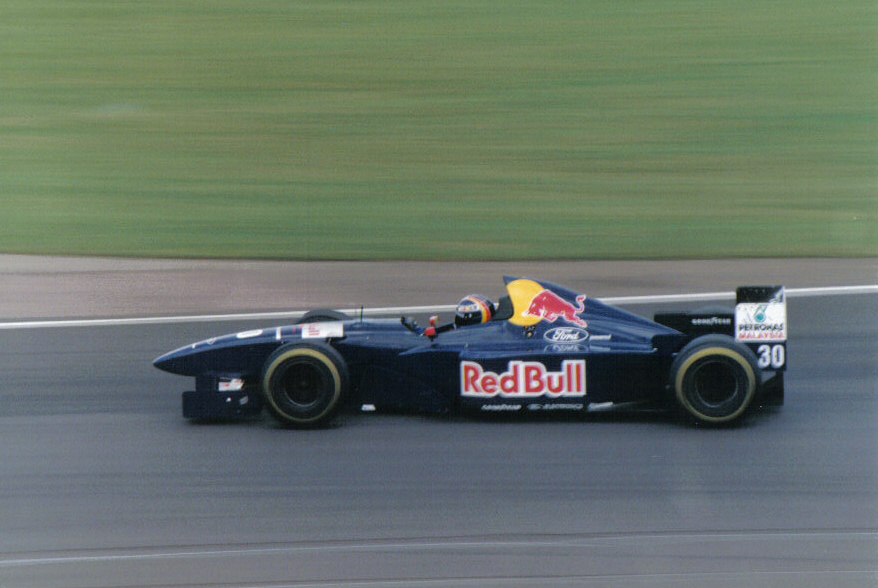
Frentzen alla Sauber nel Gran Premio di Gran Bretagna 1995

Nonostante i risultati deludenti dei due anni precedenti debuttò poi in Formula 1 nel 1994 al volante della Sauber a motore Mercedes proprio al fianco di Wendlinger. Ottenne prestazioni convincenti, con un quinto posto al secondo appuntamento mondiale, tanto che dopo la morte di Ayrton Senna nel Gran Premio di San Marino, Frank Williams gli propose di prendere il posto del pilota brasiliano, ma Frentzen rifiutò e rimase alla Sauber. Durante la prima annata, contrassegnata soprattutto nella parte centrale del campionato da vari ritiri, Frentzen sfiorò il podio in Francia e giunse due volte consecutivamente sesto negli ultimi GP. Con questi risultati chiuse al tredicesimo posto.
Nel 1995 il tedesco rimase legato alla Sauber e i risultati furono migliori. Il campionato, nonostante un ritiro al debutto, lo vide raccogliere quattro punti nelle prime cinque gare e durante la parte centrale della stagione Frentzen per quattro volte consecutive giunse in zona punti conquistando anche il suo primo podio, con un terzo posto al Gran Premio d'Italia.

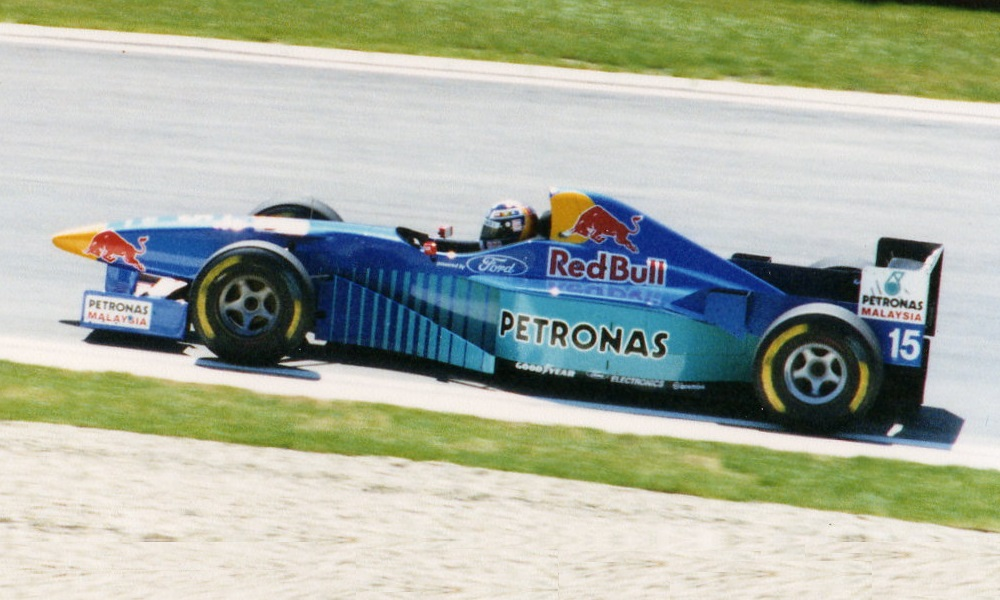
Frentzen alla guida della monoposto svizzera durante le prove del Gran Premio di San Marino 1996

Pure nel 1996 Frentzen restò in Sauber, ma a parte qualche buona prestazione isolata la stagione fu costellata di ritiri, ben nove su sedici appuntamenti. Nonostante ciò Frank Williams decise di ingaggiarlo per la stagione seguente, a fronte del sostanzioso aumento di stipendio chiesto da Hill, facendogli firmare un contratto annuale da 4,5 miliardi di lire. L'annuncio venne dato nel fine settimana del Gran Premio d'Italia. Fu proprio allora che, in occasione di un ricevimento tenutosi presso la magione di Bernie Ecclestone, Frentzen fu avvicinato da uno dei principali collaboratori di Jean Todt, Giorgio Rea, che lo invitò a valutare un possibile futuro in Ferrari accanto a Michael Schumacher

#### Il biennio in Williams (1997-1998)
Nel 1997 Frentzen passò così alla Williams con un contratto biennale. Già al primo GP avrebbe potuto aspirare alla vittoria, ma fu fermato da un problema ai freni. Riuscì poi a centrare il suo primo successo al Gran Premio di San Marino, affermandosi come gregario del compagno di squadra Jacques Villeneuve, campione del mondo di quell'anno. A Montecarlo poi il tedesco conquistò anche la prima pole position della sua carriera.
Tuttavia, a parte la vittoria a Imola e un buon secondo posto in Francia, Frentzen visse una prima parte di stagione abbastanza difficile, e solo a partire dal Gran Premio del Belgio riuscì a ottenere risultati più regolari, terminando sul podio per cinque gare consecutive e a fine anno fu secondo nel mondiale dietro al compagno di squadra canadese anche grazie alla squalifica di Michael Schumacher.

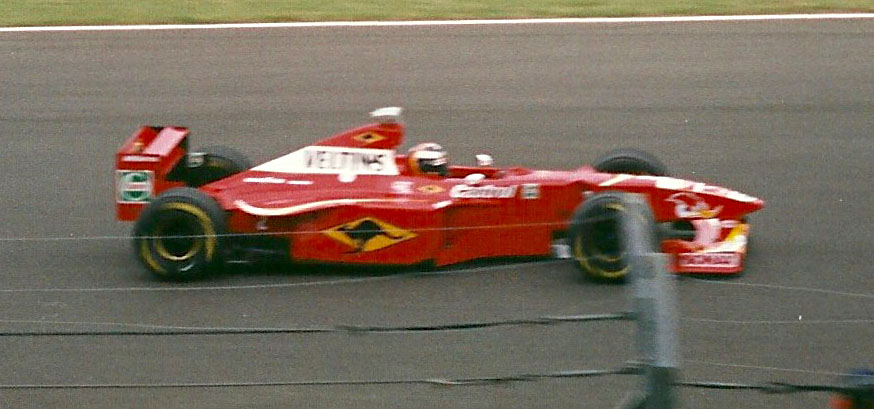
Frentzen su Williams al Gran Premio di Gran Bretagna 1998

Nel 1998 la Williams spinta dal nuovo motore Mecachrome, derivato comunque dal vecchio V10 Renault, non era più sufficientemente competitiva per ambire alle posizioni di vertice, penalizzando entrambi i piloti. Infatti solo nella gara d'esordio Frentzen riuscí a puntare al podio, concludendo terzo, mentre nel resto della stagione ottenne solo qualche piazzamento a punti, soprattutto a fine stagione. A settembre venne ufficializzato il suo passaggio in Jordan a partire dalla stagione seguente. Nei due anni passati nel team, le sue prestazioni furono complessivamente inferiori rispetto alle aspettative; inoltre non riuscì mai a instaurare un buon rapporto con Patrick Head, direttore sportivo della squadra.

#### Jordan e Prost (1999-2001)

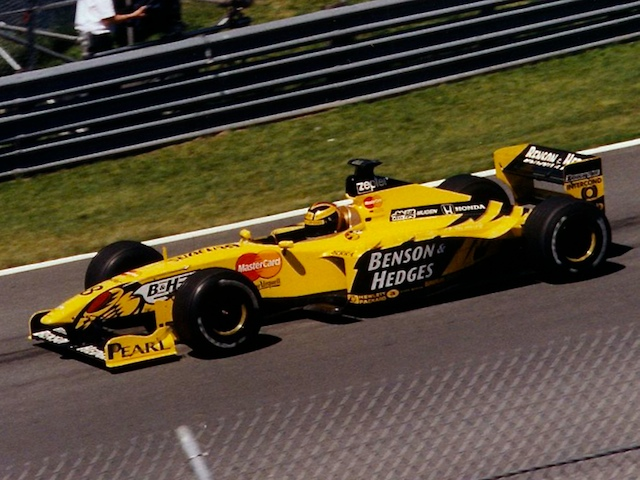
Frentzen su Jordan al Gran Premio del Canada 1999

Si registrò così nel 1999 il passaggio di Frentzen alla Jordan. Il tedesco, ritenuto dai più un pilota a fine carriera, si ritrovò al volante di una vettura competitiva, la 199 motorizzata Mugen-Honda. Già al debutto con il team irlandese colse un secondo posto, seguito da un terzo in Brasile.

Nei quattro GP seguenti tuttavia Frentzen ottenne solo un 4º posto a Monaco, lottando però per il podio sia a Imola che a Montreal, ma la situazione si ribaltò a partire dal Francia dove ottenne una clamorosa vittoria, in condizioni di pista bagnata e grazie a una strategia a una sola sosta, per poi piazzarsi sempre tra i primi quattro nelle sei gare successive, raccogliendo due podi e un'altra vittoria al Gran Premio d'Italia e ritrovandosi in lotta per il titolo mondiale, con soli 10 punti di distacco in classifica da Häkkinen e Irvine.
Al Gran Premio d'Europa il tedesco partì in pole position e riuscì a mantenere il comando della corsa fino al 32º giro quando, appena dopo il pit-stop, fu costretto al ritiro per un apparente guasto meccanico (si scoprirà in seguito che il pilota, uscendo dalla corsia box, aveva dimenticato di disinserire l'antistallo). La mancata vittoria impedì a Frentzen di agganciare Irvine in classifica (solo settimo al traguardo, quindi fuori dalla zona punti all'epoca) e di portarsi a un solo punto dal nuovo leader in solitaria Häkkinen il quale, senza il ritiro del tedesco, avrebbe finito la gara in sesta posizione, conquistando un solo punto. Ormai a ben 12 punti di distacco dal finlandese, negli ultimi due appuntamenti stagionali Frentzen raccolse solo un sesto e un quarto posto, concludendo la stagione al terzo posto in classifica piloti con 54 punti. 

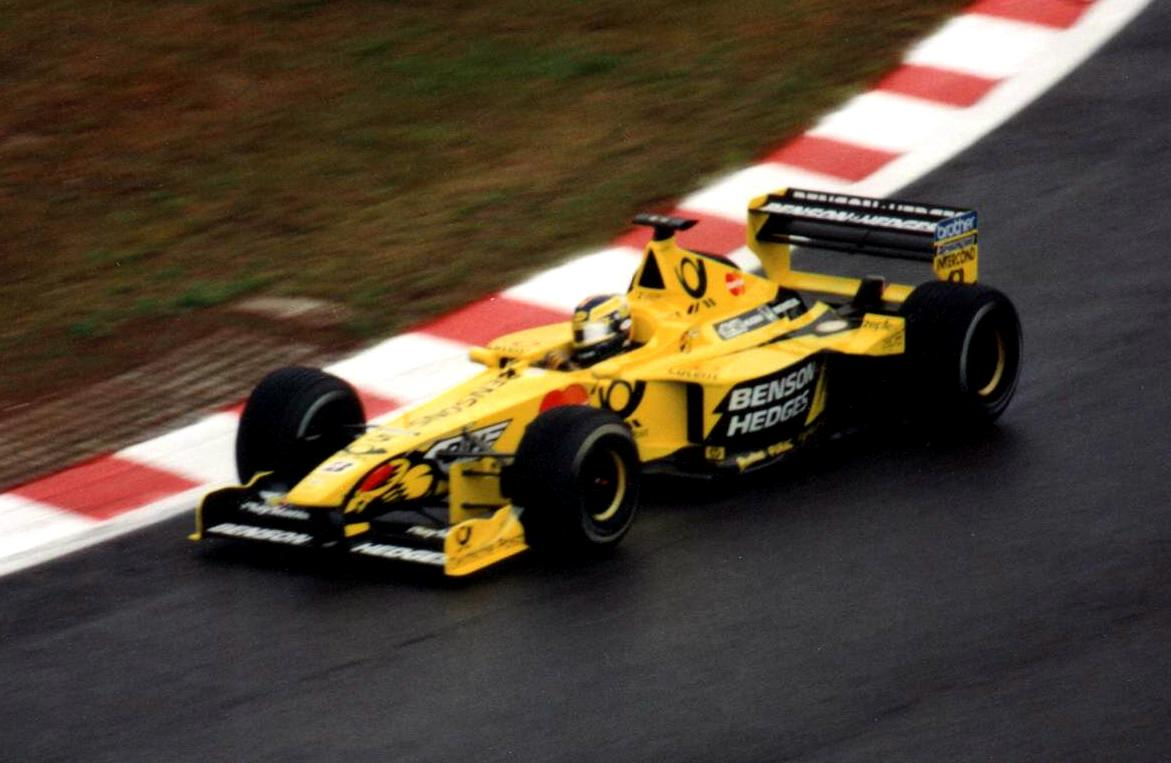
Frentzen impegnato al Gran Premio del Belgio 2000, da lui concluso al sesto posto

Nel 2000, nonostante un buon inizio, la vettura non risultò competitiva come l'anno precedente e Frentzen non andò oltre due terzi posti a Interlagos e a Indianapolis e tre sesti posti, arrivando al nono posto in classifica piloti. La Jordan EJ10 soffriva infatti di problemi di affidabilità e di usura degli pneumatici, che nemmeno l'introduzione di una versione evoluta nel corso della stagione risolsero completamente. Nonostante ciò, nel luglio del 2000, Frentzen si accordò comunque con la squadra per prolungare il contratto di due anni, anche in considerazione del fatto che la squadra avrebbe ricevuto i motori Honda per la stagione successiva.
La sua annata fu soprattutto caratterizzata dal tragico incidente che lo vide protagonista a Monza. In tale occasione, durante il primo giro tentò immediatamente il sorpasso sul suo compagno di squadra Jarno Trulli alla Variante della Roggia, perdendo però il controllo dell'auto e tamponando la Ferrari di Barrichello. Fu il caos: ben sei macchine rimasero coinvolte nell'incidente e sfortunatamente dei detriti colpirono un addetto alla prevenzione incendi che apparve immediatamente in gravissime condizione e morì poco dopo in ospedale.
La stagione 2001 partí bene, con sei punti conquistati nelle prime quattro gare e il podio sfiorato in almeno tre occasioni, ma il prosieguo vide un netto declino delle prestazioni del tedesco che, complici incomprensioni con il team, venne licenziato dalla Jordan a metà stagione e rimpiazzato da Jean Alesi. Si scambiò quindi il volante con il pilota francese, concludendo il campionato al volante della Prost, senza conquistare altri punti. Durante questa esperienza, si segnalò per aver centrato il quarto posto in qualifica al Gran Premio del Belgio, dopo una sessione disputata su pista bagnata che andava asciugandosi, ma alla domenica fu costretto a partire in fondo allo schieramento per lo spegnimento del motore nel giro di ricognizione.

#### Arrows e ritorno alla Sauber (2002-2003)

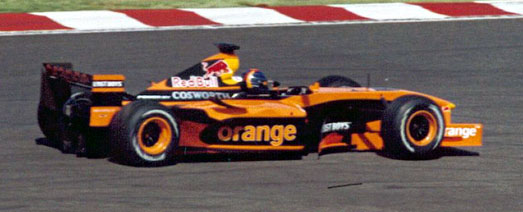
Frentzen su Arrows al Gran Premio di Francia 2002

L'aggravarsi della situazione economica della Prost Grand Prix spinse il tedesco ad accettare l'offerta della Arrows per il 2002. Tuttavia l'inizio di campionato fu molto difficile: in Australia sia il tedesco sia il compagno Bernoldi rimasero fermi sulla griglia di partenza e nel ripartire uscirono dalla pit-lane con il semaforo rosso, venendo così squalificati. In Malesia Frentzen restò ancora una volta fermo sulla griglia di partenza e venne rimesso in gara solo due giri dopo, giungendo dodicesimo. In Brasile riuscì a prendere il via salvo poi essere costretto al ritiro così come a San Marino. In Spagna ottenne il primo punto stagionale giungendo sesto, piazzamento ripetuto anche a Monaco. La precaria situazione finanziaria della Arrows impedì alla squadra di proseguire la stagione dopo il Gran Premio di Germania. In precedenza la squadra non si era qualificata per il Gran Premio di Francia e non aveva disputato le libere di Silverstone. Nel finale di stagione però riuscì a partecipare anche al Gran Premio degli Stati Uniti tornando al volante della Sauber, dopo sei anni, per sostituire, solo in quell'occasione, il brasiliano Felipe Massa, a cui era stata comminata una squalifica dopo il Gran Premio d'Italia.

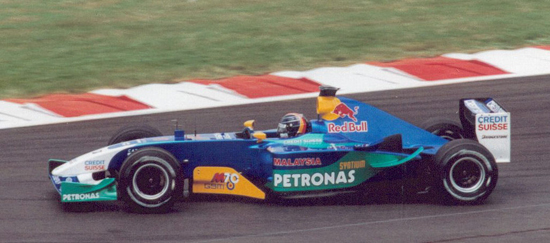
Frentzen alla Sauber nel Gran Premio di Francia 2003

Nel 2003 venne confermato dal team elvetico. La stagione iniziò bene, con il tedesco che ottenne un sesto posto in Australia e un quinto in Brasile, rispettivamente prima e terza gara della stagione e in Australia ottenne un ottimo quarto posto sulla griglia di partenza. A Imola giunse undicesimo, ma nelle successive 4 gare fu costretto al ritiro, mancando addirittura la partenza in Austria. In Europa sfiorò la zona punti finendo in scia al compagno di squadra giungendo 9º. Dopo due dodicesimi posti, due ritiri e uno sfortunato tredicesimo posto in Italia, arrivò un inaspettato podio nel Gran Premio degli Stati Uniti, dietro al vincitore Michael Schumacher, e Kimi Räikkönen. In Giappone fu costretto al ritiro dopo appena nove giri di gara mentre si trovava in diciassettesima posizione. A fine stagione, conclusasi in undicesima posizione con 13 punti, il tedesco lasciò la Formula 1 per dedicarsi al DTM.

## Risultati in Formula 1
| 1994 | Scuderia | Vettura |     |   |   |    |     |     |   |   |     |     |     |     |     |   |   |   |  | Punti | Pos. |
| ---- | -------- | ------- | --- | - | - | -- | --- | --- | - | - | --- | --- | --- | --- | --- | - | - | - |  | ----- | ---- |
| 1994 | Sauber   | C13     | Rit | 5 | 7 | NP | Rit | Rit | 4 | 7 | Rit | Rit | Rit | Rit | Rit | 6 | 6 | 7 |  | 7     | 13º  |

| 1995 | Scuderia | Vettura |     |   |   |   |   |     |    |   |     |   |   |   |   |     |   |   |     | Punti | Pos. |
| ---- | -------- | ------- | --- | - | - | - | - | --- | -- | - | --- | - | - | - | - | --- | - | - | --- | ----- | ---- |
| 1995 | Sauber   | C14     | Rit | 5 | 6 | 8 | 6 | Rit | 10 | 6 | Rit | 5 | 4 | 3 | 6 | Rit | 7 | 8 | Rit | 15    | 9º   |

| 1996 | Scuderia | Vettura |   |     |     |     |     |   |   |     |     |   |   |     |     |     |   |   |  | Punti | Pos. |
| ---- | -------- | ------- | - | --- | --- | --- | --- | - | - | --- | --- | - | - | --- | --- | --- | - | - |  | ----- | ---- |
| 1996 | Sauber   | C15     | 8 | Rit | Rit | Rit | Rit | 4 | 4 | Rit | Rit | 8 | 8 | Rit | Rit | Rit | 7 | 6 |  | 7     | 12º  |

| 1997 | Scuderia | Vettura |   |     |   |   |     |   |   |   |     |     |     |   |   |   |   |   |   | Punti | Pos. |
| ---- | -------- | ------- | - | --- | - | - | --- | - | - | - | --- | --- | --- | - | - | - | - | - | - | ----- | ---- |
| 1997 | Williams | FW19    | 8 | Rit | 9 | 1 | Rit | 8 | 4 | 2 | Rit | Rit | Rit | 3 | 3 | 3 | 3 | 2 | 6 | 42    | 2º   |

| 1998 | Scuderia | Vettura |   |   |   |   |   |     |     |    |     |     |   |   |   |   |   |   |  | Punti | Pos. |
| ---- | -------- | ------- | - | - | - | - | - | --- | --- | -- | --- | --- | - | - | - | - | - | - |  | ----- | ---- |
| 1998 | Williams | FW20    | 3 | 5 | 9 | 5 | 8 | Rit | Rit | 15 | Rit | Rit | 9 | 5 | 4 | 7 | 5 | 5 |  | 17    | 7º   |

| 1999 | Scuderia | Vettura |   |   |     |   |     |    |   |   |   |   |   |   |   |     |   |   |  | Punti | Pos. |
| ---- | -------- | ------- | - | - | --- | - | --- | -- | - | - | - | - | - | - | - | --- | - | - |  | ----- | ---- |
| 1999 | Jordan   | 199     | 2 | 3 | Rit | 4 | Rit | 11 | 1 | 4 | 4 | 3 | 4 | 3 | 1 | Rit | 6 | 4 |  | 54    | 3º   |

| 2000 | Scuderia | Vettura |     |   |     |    |   |     |    |     |   |     |     |   |   |     |   |     |     | Punti | Pos. |
| ---- | -------- | ------- | --- | - | --- | -- | - | --- | -- | --- | - | --- | --- | - | - | --- | - | --- | --- | ----- | ---- |
| 2000 | Jordan   | EJ10    | Rit | 3 | Rit | 17 | 6 | Rit | 10 | Rit | 7 | Rit | Rit | 6 | 6 | Rit | 3 | Rit | Rit | 11    | 9º   |

| 2001 | Scuderia       | Vettura     |   |   |     |   |     |     |     |    |     |   |   |  |     |   |     |    |    | Punti | Pos. |
| ---- | -------------- | ----------- | - | - | --- | - | --- | --- | --- | -- | --- | - | - |  | --- | - | --- | -- | -- | ----- | ---- |
| 2001 | Jordan e Prost | EJ11 e AP04 | 5 | 4 | Rit | 6 | Rit | Rit | Rit | SP | Rit | 8 | 7 |  | Rit | 9 | Rit | 10 | 12 | 6     | 13º  |

| 2002 | Scuderia        | Vettura   |    |    |     |     |   |    |   |    |    |     |    |     |  |  |  |    |  | Punti | Pos. |
| ---- | --------------- | --------- | -- | -- | --- | --- | - | -- | - | -- | -- | --- | -- | --- |  |  |  | -- |  | ----- | ---- |
| 2002 | Arrows e Sauber | A23 e C21 | SQ | 11 | Rit | Rit | 6 | 11 | 6 | 13 | 13 | Rit | NQ | Rit |  |  |  | 13 |  | 2     | 18º  |

| 2003 | Scuderia | Vettura |   |   |   |    |     |    |     |     |   |    |    |     |     |    |   |     |  | Punti | Pos. |
| ---- | -------- | ------- | - | - | - | -- | --- | -- | --- | --- | - | -- | -- | --- | --- | -- | - | --- |  | ----- | ---- |
| 2003 | Sauber   | C22     | 6 | 9 | 5 | 11 | Rit | NP | Rit | Rit | 9 | 12 | 12 | Rit | Rit | 13 | 3 | Rit |  | 13    | 11º  |

| Legenda | 1º posto     | 2º posto | 3º posto    | A punti         | Senza punti/Non class.  | Grassetto – Pole position Corsivo – Giro più veloce |
| Legenda | Squalificato | Ritirato | Non partito | Non qualificato | Solo prove/Terzo pilota | Grassetto – Pole position Corsivo – Giro più veloce |

### DTM

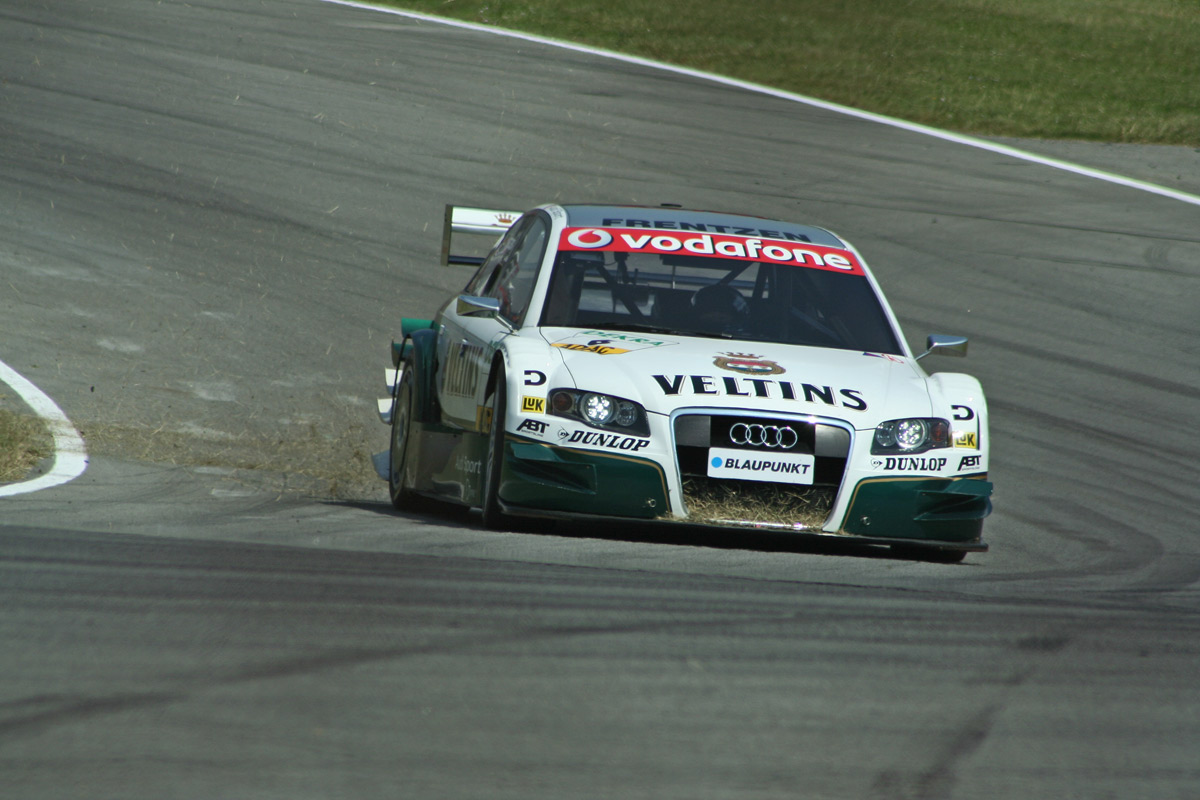
Frentzen su Audi nel 2006

Nel 2004 Frentzen decise di prendere parte al campionato DTM, anche grazie agli incoraggiamenti ricevuti da Jean Alesi. Nel suo primo anno, anche a causa della scarsa competitività della sua Opel, non andò oltre un quattordicesimo posto in classifica con tre punti conquistati. L'anno successivo il tedesco giunse invece ottavo e riuscì ad ottenere anche una pole position, un podio e diciassette punti. Con il passaggio nel 2006 al team Audi Sport i risultati migliorarono sensibilmente, ma a fine anno Frentzen lasciò la categoria criticando la squadra per lo scarso supporto fornitogli.